# Daphne odora
Daphne odora es una especie de planta leñosa perteneciente a la familia Thymelaeaceae. Es nativa de China y el Japón.

Daphne odora 'Aureomarginata'

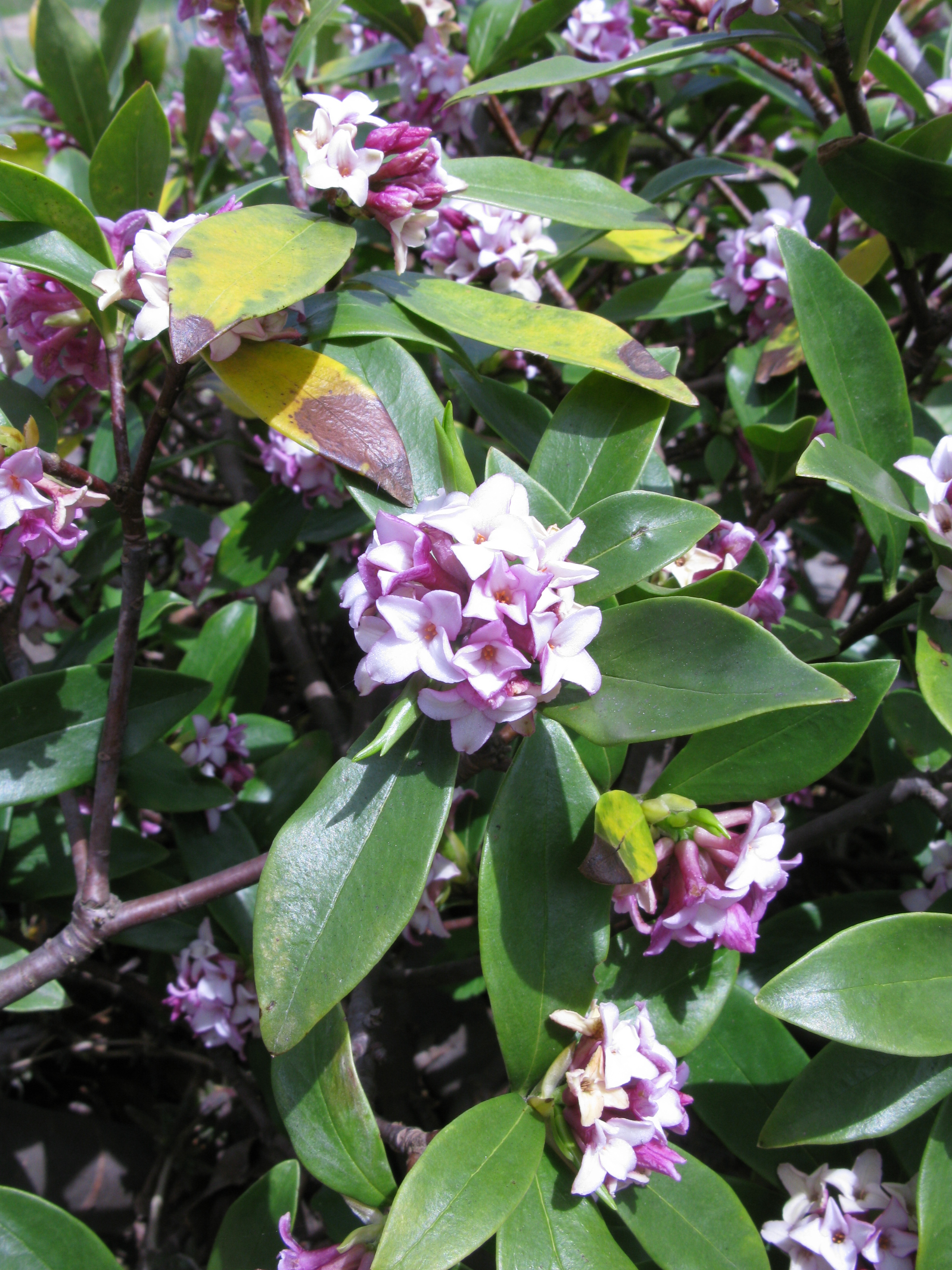
Inflorescencias de Dapne odora

## Descripción
Es un arbusto perenne, cultivado por sus flores increíblemente fragantes, carnosas, de color rosa-pálido, cada una con 4 lóbulos y un brillante follaje.

## Cultivo

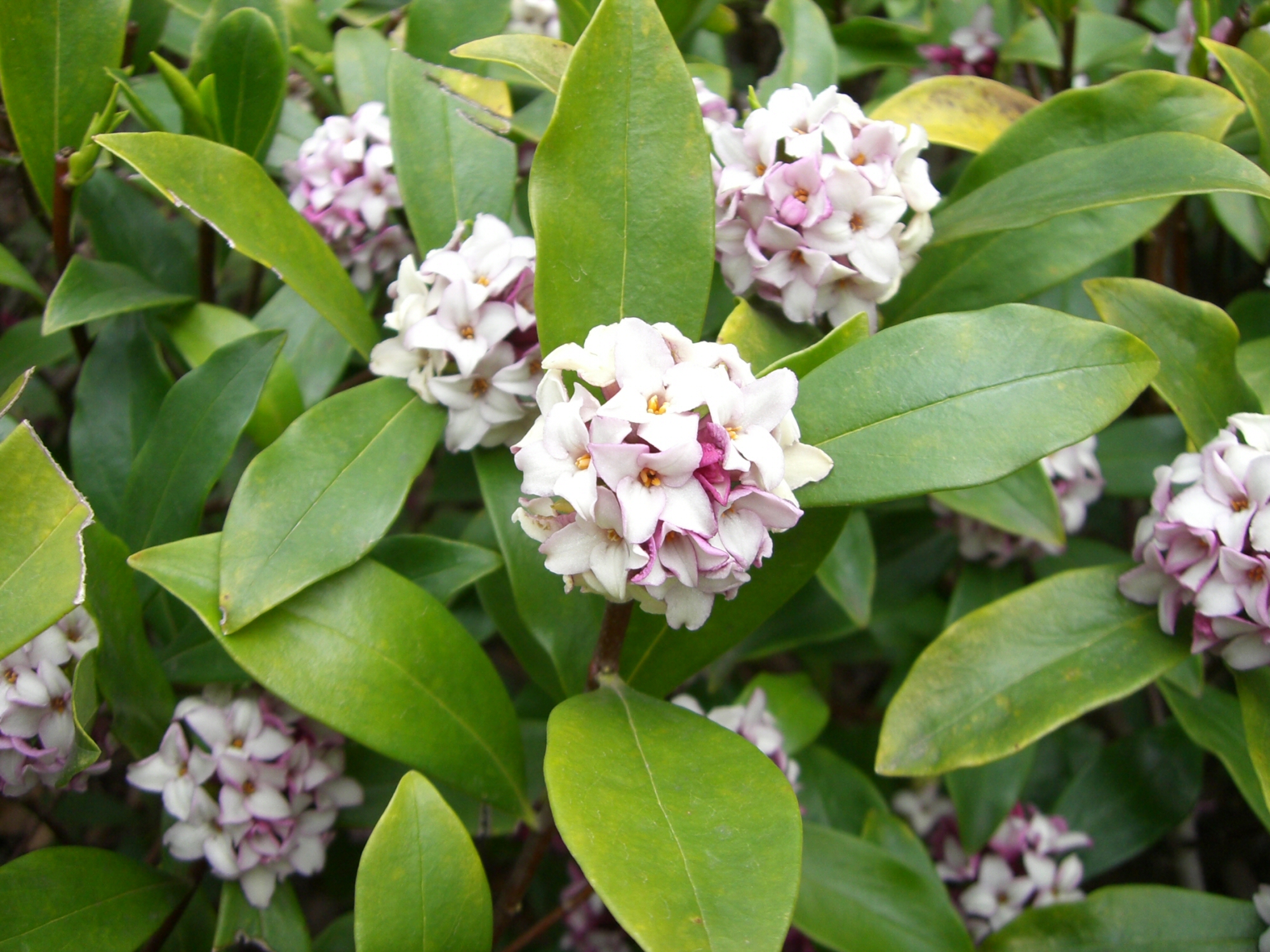
Ejemplar de D.odora cultivado como ornamental

La planta es totalmente resistente a las heladas,  requiere pleno sol o sombra parcial. Las plantas deben encontrarse en suelo fértil, ligeramente ácido, con turba y suelos bien drenados.  Las plantas no toleran el trasplante, al igual que todos los Daphne, que odian las molestias a su raíz.Raramente produce frutos, pero producen bayas de color rojo después de la floración en su hábitat.
Las plantas no son de larga vida, durando de 8 a 10 años.
Daphne odora se propaga por cortes semi-maduros en el verano.  Es susceptible a los virus que causan manchas en hoja.

## Taxonomía
Daphne odora fue descrita por Carl Peter Thunberg y publicado en Systemat Vegetabilium. Editio decima quarta 372. 1784.
Etimología
Daphne; nombre genérico que lo encontramos mencionado por primera vez en los escritos del médico, farmacéutico y botánico griego que practicaba en la antigua Roma; Dioscórides (Anazarba, Cilicia, en Asia Menor, c. 40 - c. 90). Probablemente en la denominación de algunas plantas de este género se recuerda la leyenda de Apolo y Dafne. El nombre de Daphne en griego significa "laurel", ya que las hojas de estas plantas son muy similares a las del laurel.
odora: epíteto latino que significa "olorosa".
Sinonimia
- Daphne chinensis Spreng.
- Daphne hybrida Lindl.
- Daphne japonica Thunb. (1792), not Siebold & Zuccarini (1846)
- Daphne kiusiana var. odora (Thunb.) Makino
- Daphne mazelii Carr.
- Daphne sinensis Lamarck
- Daphne speciosissima Carr.
- Daphne triflora Lour..[6]
- Daphne indica Loisel.
- Daphne sinensis var. hybrida (Lindl.) Meisn.[7]